# Beatritz de Dia
Beatriz eller Beatritz de Dia (ca. 1140 – ca. 1175) var den mest kendte af en lille gruppe kvindelige troubadourer, der skrev høviske kærlighedssange i det 12. og 13. århundrede.
Beatritz de Dia kendes fra samtidige beskrivelser udelukkende som Komtesse de Dia og var sandsynligvis datter af grev Isoard II af Dia i Sydfrankrig. Ifølge hendes vida var hun gift med Guillem/Guilhem de Poitiers, greve af Viennois, men hun var forelsket i og sang om Raimbaut af Orange.

## Digtning
Beatritz de Dias digte blev ofte ledsaget af fløjtemusik. Fem af hendes værker har overlevet, fire cansoer og en tenson. Hendes sang A chantar m'er de so qu'eu no volria skrevet på occitansk er den eneste canso skrevet af en kvindelig troubadour, der har overlevet med musik. Musikken er fundet i Le manuscript di roi, en samling af sange kopieret omkring 1270 til Karl, bror til Ludvig 9. af Frankrig.
Hendes øvrige bevarede digte er:
- Ab joi et ab joven m'apais
- Estât ai en greu cossirier
- Fin ioi me don'alegranssa

Emnerne i de Dias digte omfatter optimisme, rosende omtale af hende selv og hendes kærlighed sammen med svig. I A chantar spiller hun rollen som den svigtede elsker, der trods sviget fortsætter med at forsvare og rose sig selv. I Fin ioi me don'alegranssa gør hun nar af en sladretaske, idet hun sammenligner de, der sladrer, med "skyer der dækker for solen".